# Bäckblekmossa
Bäckblekmossa (Chiloscyphus polyanthos) är en bladmossart som först beskrevs av Carl von Linné, och fick sitt nu gällande namn av August Karl Joseph Corda. Enligt Catalogue of Life ingår Bäckblekmossa i släktet blekmossor och familjen Lophocoleaceae, men enligt Dyntaxa är tillhörigheten istället släktet blekmossor och familjen Geocalycaceae. Arten är reproducerande i Sverige. Inga underarter finns listade i Catalogue of Life.

## Bildgalleri

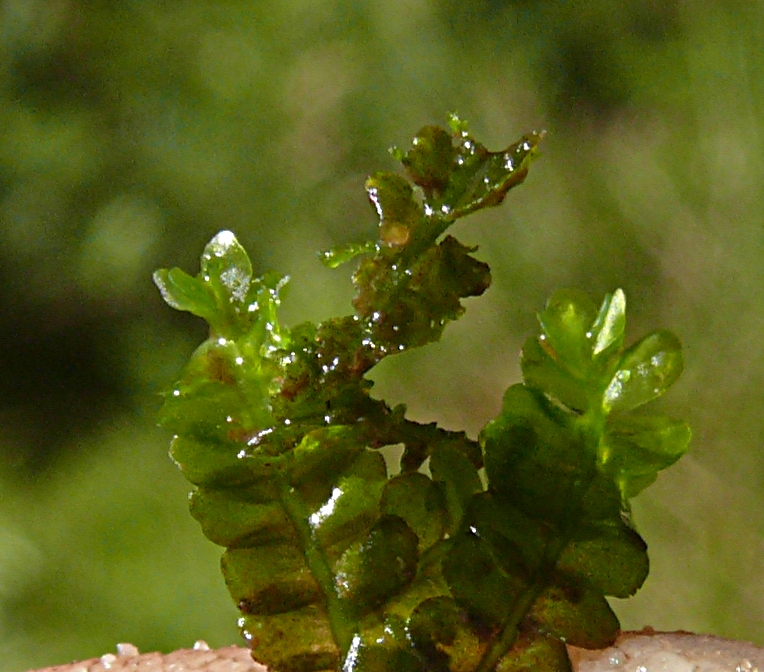
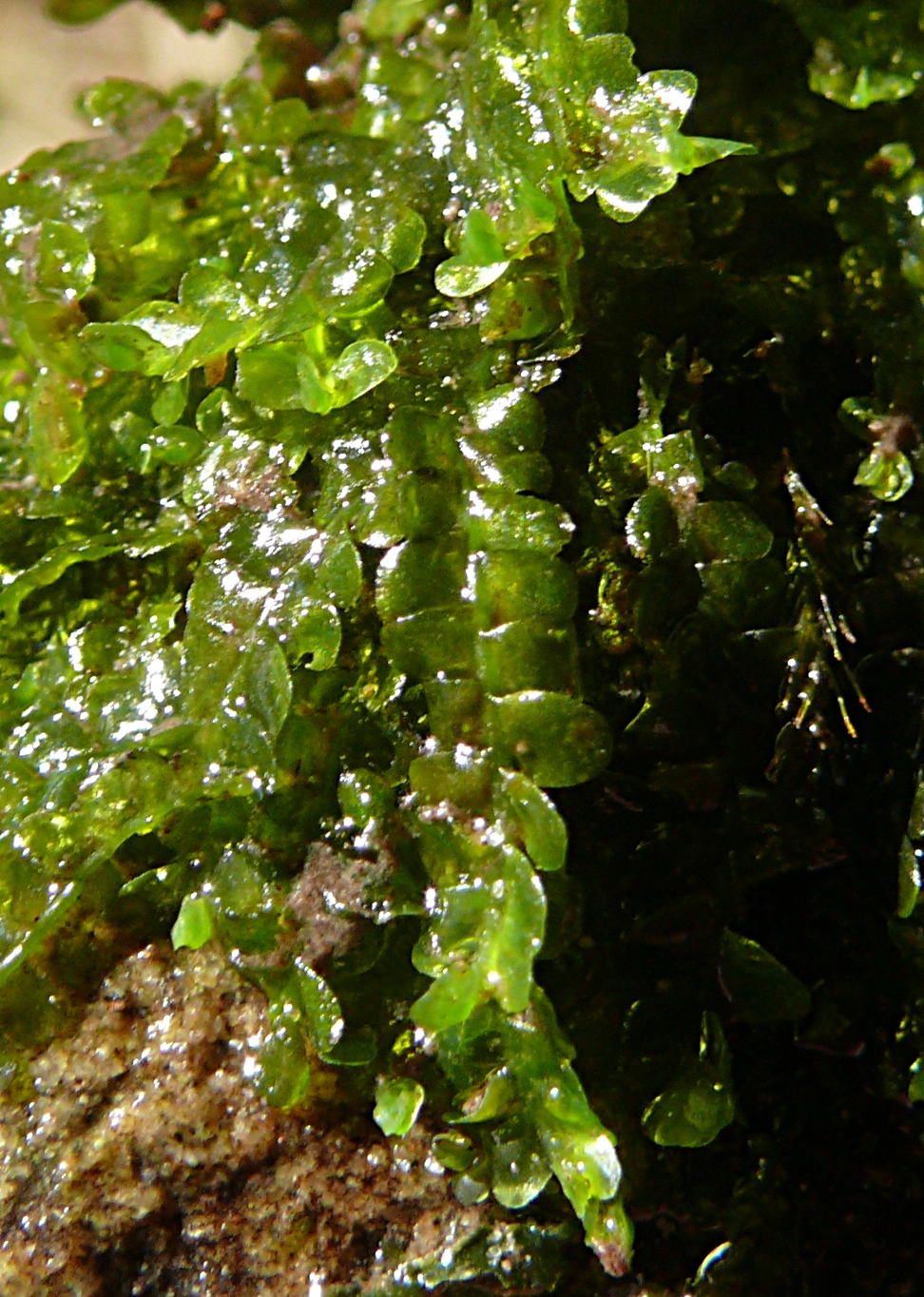